# آرتانیش
آرتانیش (به ارمنی: Արտանիշ) یک شهر در ارمنستان است که در استان گغارکونیک واقع شده‌است.  در  کیلومتری شمال گاوار، مرکز استان گغارکونیک واقع شده است.

## خصوصیات
آرتانیش ۷۳۵ نفر جمعیت دارد و ۱٬۹۲۴ متر بالاتر از سطح دریا واقع شده‌است.  در  کیلومتری شمال گاوار، مرکز استان گغارکونیک واقع شده است.